# Ноосферогенез
Ноосферогенез — это концепция закономерного развития общественной деятельности, трансформации антропогенного роста в социо-природное единство. Согласно этой концепции вся история развития цивилизаций — от момента возникновения человека и развития общества — есть единый эволюционный процесс, происходящий на основе процессов самоорганизации. Понимание человеком природных закономерностей и составляет основу ноосферогенеза, а также открывает путь к самоанализу, саморазвитию и коэволюции.
Ноосферогенез происходит в результате осознания принципов взаимодействия и активного взаимовлияния на структуру живого и неживого вещества биосферы, которая развивается и образует сложноструктурированное, сложноорганизованное единое целое — систему взаимосвязанных вещественных, энергетических и информационных процессов.
Организованная жизнедеятельность биоты обеспечивает постоянство процесса преобразования, на основе преимущественно солнечной энергии, неорганического вещества в органическое и обратно. Эта совокупная целостность и способствует интеграции звеньев цепи биосферных трансформаций, усложнению организации частей в биосферной системе и достижению её более устойчивого состояния, поэтому антропогенный рост должен быть сформирован согласно принципам биосферного развития.
Основными принципами развития биосферы в данной концепции являются биогеохимические закономерности развития В. И. Вернадского:
```
1. Аккумуляция большего вещества, энергии в процессе обменного цикла органического и неорганического (при длительном сохранении биомассы);
2. Ускорение биогенной миграции за счёт дифференциации, трансформации и интеграции частей и элементов в новые подсистемы; 
3. Повышение уровня организации частей в процессе обмена веществом и энергией (автотрофы – гетеротрофы I – гетеротрофы II).
```

Каждый частный эволюционный процесс в биосфере переводит систему или подсистему в более высокую эволюционную плоскость по спирали её иерархических связей. Таким же образом и сам процесс ноосферогенеза, в целом, имеет спиральную структуру. В глобальной эволюции имеются факторы, которым в данной концепции придается большое значение.
Эти факторы могут служить патернами или образцами развития биологических систем: уменьшение энтропии; повышение эффективности обменных процессов; усложнение соотношений и зависимостей; дифференциации, специализации и интеграция подсистем в более целостные единства; иерархичность строения; ускорение эволюции и постоянство инноваций в ней; аутопоэз в живых системах; устойчивость и наследственность; информационность (создание, хранение, обработка информации); морфогенез (формообразование системы и её органов)
Таким образом антропогенный рост со всем присущим ему социально-экологическим кризисом представляет собой то фундаментальное основание, которое с необходимостью требует ноосферного развития, то есть формирования социально-природного единства. Подобного рода социо-природная интеграция глобального масштаба и определяет биогеохимическую структуру ноосферы. Методологически этот термин в его исторической интерпретацией близко связан с онто-экзистенциальными аспектами реальности, то есть отражает в себе трансдисциплинарную функцию. Методологические особенности в понимании ноосферогенеза могут быть определены посредством методологии ноосферогенеза.
Методология ноосферогенеза — это систематизация теоретических и практических знаний и представлений о ноосфере; совокупность методов и средств определения структур ноогенеза.
Теория генезиса ноосферы, созданная изначально в качестве философской модели, опирается на наиболее общие закономерности развития природы, что является предметом для философской категоризации знаний различных наук.
Философия науки, разрабатывающая новые методологические принципы и общие ориентиры построения научных междисциплинарных и трансдисциплинарных теорий, ориентируется на предельное соответствие законам природы, то есть имеет ноогенетические свойства.
В связи с этим познание подобных закономерностей — это один из важнейших этапов развития ноосферы, которая реализуется через способность общества рационально регулировать обменом веществ между человеком и природой  в локальной, межрегиональной и глобальной перспективе.
В целом выделяются три этапа в развитии методологии ноосферогенеза: классический, неклассический и постнеклассический. В каждом из этапов прослеживается определённая концентрация идей. Методически определяются основные смысловые координаты:
1)	Классический этап — биосфера трансформируется в ноосферу (субъект эволюции — объект эволюции; 1920—1940 гг.)
2)	Неклассический этап — общество трансформируется согласно законам биосферы (социоприродная коэволюция — устойчивое развитие социоприродной системы; 1950—1990 гг.)
3)	Постнеклассический этап — человек и общество самотрансформируются, создавая ноосферу (глубинная экология — модели самоорганизации; 2000-е гг.).
На каждом этапе теории ноосферогенеза выявляются две основные парадигмы, вокруг которых происходит смысловая концентрация: психологическая и экологическая. Внутри самой теории ноосферогенеза сформирована идея интеграции природы, общества и человека, которая имеет объективные интегративные предпосылки. В связи с этим адекватным методом рассмотрения ноосферогенеза, является включение всех изучаемых перспектив в качестве экологических на новом интегральном уровне. Таким уровнем знаний оперирует ноология.